# Stephanie Schiedermair
Stephanie Schiedermair (* 13. Mai 1977 in Heidelberg) ist eine deutsche Juristin und Hochschullehrerin.

## Leben
Stephanie Schiedermair ist die Tochter des Jura-Professors Hartmut Schiedermair (1936–2020). Von 1996 bis 2001 studierte sie Rechtswissenschaft, Germanistik, Politikwissenschaft und Geschichte in Dresden und Mainz (2001 erste juristische Staatsprüfung). Nach der Habilitation 2012 am Fachbereich Rechts- und Wirtschaftswissenschaften der Johannes Gutenberg-Universität Mainz (Venia legendi für Öffentliches Recht, Völkerrecht, Europarecht sowie Medienrecht) ist sie seit 2014 Universitätsprofessorin (W 3) am Lehrstuhl für Europarecht, Völkerrecht und Öffentliches Recht an der Universität Leipzig. Seit 2022 ist sie Mitglied der Kommission zur Ermittlung des Finanzbedarfs der Rundfunkanstalten (KEF).

## Schriften
- mit Dieter Dörr: Rundfunk und Datenschutz. Die Stellung des Datenschutzbeauftragten des Norddeutschen Rundfunks. Eine Untersuchung unter besonderer Berücksichtigung der verfassungsrechtlichen und europarechtlichen Vorgaben. Frankfurt am Main 2002, ISBN 3-631-50376-8.
- mit Dieter Dörr: Die Deutsche Welle. Die Funktion, der Auftrag, die Aufgaben und die Finanzierung heute. Frankfurt am Main 2003, ISBN 3-631-51685-1.
- mit Dieter Dörr: Die zukünftige Finanzierung der deutschen Universitäten. Ein Beitrag zu den verfassungsrechtlichen Vorgaben unter Berücksichtigung der Rechtsprechung zur Finanzausstattung des öffentlich-rechtlichen Rundfunks . Bonn 2004, ISBN 3-924066-72-8.
- Der internationale Frieden und das Grundgesetz. Baden-Baden 2006, ISBN 3-8329-1649-0.
- mit Dieter Dörr: Ein kohärentes Konzentrationsrecht für die Medienlandschaft in Deutschland. Frankfurt am Main 2007, ISBN 3-631-56950-5.
- Der Schutz des Privaten als internationales Grundrecht. Tübingen 2012, ISBN 3-16-151936-1.